# Масітиніб
Масітиніб (англ. Masitinib) — синтетичний лікарський препарат, що належить до групи інгібіторів тирозинкінази, що початково застосовувався для лікування мастоцитоми в собак. Препарат застосовується з листопада 2008 року під торговою назвою «Масівет». Масітиніб доступний у Європі з другої половини 2009 року. Препарат досліджується для лікування низки хвороб людини, зокрема меланоми, мієломної хвороби, раку шлунка, раку підшлункової залози, хвороби Альцгеймера, розсіяного склерозу, ревматоїдного артриту, мастоцитозу, бічного аміотрофічного склерозу та коронавірусної хвороби.

## Механізм дії
Масітиніб належить до групи інгібіторів тирозинкінази, які інгібують тирозинкінази — ферменти, які беруть участь в активації великої кількості білків каскаду реакцій сигнальної трансдукції. Масітиніб специфічно інгібує рецепторні тирозинкінази типу KIT, надмірна експресія яких або їх мутація спостерігаються при низці форм раку. Іншими мішенями маситинібу є також PDGF-R, LCK, PTK2, FGFR3 та CSF1R.

## Клінічне застосування
Масітиніб досліджувався для застосування в лікуванні системного мастоцитозу, проте в 2017 році у ЄС було відмовлено у його затвердженні у зв'язку із занепокоєнням щодо достовірності результатів клінічного дослідження, та значних змін у структурі дослідження. У 2018 році в ЄС також відхилено схвалення масітинібу для лікування бічного аміотрофічного склерозу.